# Тула (река, впадает в Полвиярви)
Тула, Лужма или Туулийоки (фин. Tuulijoki) — река в России и Финляндии, российская часть реки протекает по территории Муезерского района Карелии. Длина Тулы составляет 16 км, площадь водосборного бассейна — 899 км².

## Течение
Река берёт начало из озера Тулос, в районе нежилого населённого пункта Лужма. Далее течёт в юго-восточном направлении до впадения протоки из Тужиозера. Далее речное русло поворачивает в западном направлении и становится порожистым. После пересечения российско-финской границы река меняет название на Туулийоки, протекает через озеро Хеййняярви и впадает в озеро Полвиярви на реке Лендерка.

## Данные водного реестра
По данным государственного водного реестра России относится к Балтийскому бассейновому округу, водохозяйственный участок реки — Реки Карелии бассейна Балтийского моря на границе РФ с Финляндией, включая оз. Лексозеро. Относится к речному бассейну реки Реки Карелии бассейна Балтийского моря.
Код объекта в государственном водном реестре — 01050000112102000010365.

## Топографические карты
- Лист карты P-36-13,14 Панкаярви. Масштаб: 1 : 100 000. Состояние местности на 1981 год. Издание 1986 г.
- Лист карты P-36-I,II Реболы. Масштаб: 1 : 200 000. Указать дату выпуска/состояния местности.